# 垂饰异足水蚤
垂饰异足水蚤（学名：Heterocope appendiculata）为宽水蚤科异足水蚤属的动物。分布于日本、俄罗斯、德国、法国、挪威、瑞典、芬兰以及中国大陆的黑龙江等地，其生活环境为淡水，常生活于湖泊中。